# Personaggi di Pokémon (serie animata)
Questa è la lista dei personaggi esclusivi della serie televisiva anime Pokémon, tratta dall'omonima serie giapponese di videogiochi. Essa segue il viaggio di Ash Ketchum attraverso svariate regioni del mondo dei Pokémon con lo scopo di diventare il miglior allenatore di Pokémon del mondo. Nelle sue avventure Ash è accompagnato da un gruppo variegato di compagni e deve affrontare numerosi avversari e organizzazioni criminali che intendono sfruttare i poteri dei Pokémon per scopi malvagi.

## Protagonisti

### Ash Ketchum
Ash Ketchum (サトシ?, Satoshi) è il protagonista dell'anime Pokémon. Il personaggio di Ash è basato su Rosso, il protagonista dei videogiochi Pokémon Rosso e Blu, Pokémon Giallo e Pokémon Rosso Fuoco e Verde Foglia. Il suo sogno è diventare un Maestro Pokémon. Riceve dal Professor Oak il suo Pokémon iniziale Pikachu. Nel suo viaggio nella regione di Kanto stringe amicizia con i capipalestra Misty e Brock.  Dopo aver viaggiato per varie regioni ed essere diventato il Campione di Alola, Ash decide di sfidare i Campionati del Mondo di Pokémon con la speranza di diventare l'allenatore più forte del mondo.

### Misty
Misty è una giovane allenatrice di Pokémon specializzata nel tipo Acqua, nonché capopalestra di Celestopoli. Incontra Ash durante il primo episodio della serie e lo accompagnerà nel corso del suo viaggio attraverso le regioni di Kanto e Johto insieme con Brock, e durante l'esplorazione delle Isole Orange insieme con Tracey.

### Brock
Brock è il capopalestra di Plumbeopoli ed è specializzato nei Pokémon di tipo Roccia. Dopo essere stato battuto da Ash, decide di seguirlo nei suoi viaggi. Diventerà il compagno di viaggio di Ash più longevo della serie, avendo viaggiato con lui attraverso le regioni di Kanto, Johto, Hoenn e Sinnoh.

### Tracey Sketchit
Tracey Sketchit (ケンジ?, Kenji) è un osservatore e disegnatore di Pokémon. Allenatore appassionato di Pokémon Coleottero, viaggia nelle Isole Orange. Nell'episodio Un cucciolo ferito (The Lost Lapras) il ragazzo incontra Ash e Misty, in seguito alla separazione di Brock dal gruppo, e ne prende il posto. Il suo idolo è il Professor Oak e, al termine della saga delle Isole Orange, in Una nuova partenza (The Rivalry Revival), diventa suo assistente. Tracey appare anche in alcuni episodi di Pokémon Chronicles, sia come assistente del Professor Oak sia in visita a Misty nella palestra di Celestopoli, oltre che nel lungometraggio Pokémon 2 - La Forza di Uno e nel videogioco Pokémon Puzzle League, basato sulla serie animata. Doppiato in originale da Tomokazu Seki e in italiano da Patrizio Prata (stagioni 2-8), Massimo Di Benedetto (stagione 9).

### Vera
Vera (ハルカ?, Haruka) è la figlia di Norman e la sorella maggiore di Max. Dopo aver soccorso e ottenuto il suo Pokémon iniziale, Torchic, dal Professor Birch, si unisce ad Ash nel suo viaggio attraverso Hoenn e Kanto per diventare una coordinatrice di successo. Sfida i coordinatori Drew, Harley e Solidad e partecipa ai Grand Festival: a Hoenn sconfigge Harley ai sedicesimi di finale e Anthony agli ottavi per poi essere eliminata dal suo principale rivale Drew ai quarti; a Kanto sconfigge Harley agli ottavi e Drew ai quarti per poi essere sconfitta da Solidad alle semifinali. Successivamente si reca da sola nella regione di Johto; torna a Sinnoh per partecipare alla Coppa Adriano dove sconfigge in semifinale Zoey ma viene eliminata in finale da Lucinda. È doppiata da Midori Kawana e in italiano da Serena Clerici.

### Max
Max (マサト?, Masato) è il figlio del capopalestra di Petalipoli, Norman, e il fratello minore di Vera. Appare anche nel manga Ash & Pikachu. Max è un ragazzo appassionato di Pokémon che tuttavia non ha ancora compiuto l'età necessaria per coronare il suo sogno: diventare un allenatore ed ereditare la palestra di Petalipoli. Ha però trascorso molto tempo a leggere libri riguardanti i Pokémon e a osservarne gli incontri. Appare per la prima volta nel corso dell'episodio Il fratellino (There's No Place Like Hoenn!) in cui incontra Ash. Assecondando la richiesta del padre, Max si unisce ad Ash e Vera nel loro viaggio attraverso la regione di Hoenn e, successivamente, in quella di Kanto. Quando la sorella si dirige a Johto, Max torna a Petalipoli. È doppiato da Fushigi Yamada e in italiano da Federica Valenti.

### Lucinda
Lucinda (ヒカリ?, Hikari) è una ragazza di dieci anni che sogna di diventare una coordinatrice seguendo le orme di sua madre. All'inizio del suo viaggio trova un Pikachu infortunato, che difende dagli attacchi del Team Rocket e incontra Ash, proprietario del Pokémon; insieme con lui e Brock decide di esplorare la regione di Sinnoh. Ottiene un fiocco a Giardinfiorito, uno a Memoride e un altro nella città di Cioccovitopoli. Inoltre vince la Coppa Adriano, sconfiggendo in finale Vera. Partecipa al torneo doppio svoltosi a Cuoripoli in squadra con Conway, durante il quale sono battuti in finale da Ash e Paul. Insieme con i suoi amici affronta e sconfigge il Team Galassia. Dopo aver vinto i cinque fiocchi, partecipa al Grand Festival di Sinnoh dove sconfigge ai sedicesimi di finale Ursula e alle semifinali Jessie nei panni di Jessilina, per poi essere sconfitta in finale dalla sua principale rivale Zoey. Nonostante non sia riuscita nel suo obiettivo, decide di seguire Ash nel corso della sua partecipazione alla Lega Pokémon della regione e, terminato il torneo, lascia Ash e Brock per continuare la sua carriera di coordinatrice a Sinnoh. Appare nuovamente nella regione di Unima, dove prende parte al torneo Coppa Junior. Nella competizione riesce a superare il primo turno, ma viene sconfitta ai quarti di finale da Iris. È doppiata da Megumi Toyoguchi e in italiano da Tosawi Piovani (stagioni 10-11), Ludovica De Caro (dalla stagione 12 alla 24), Emanuela Cardani (stagione 25).

### Iris
Iris (アイリス?, Airisu) è un'allenatrice specializzata in Pokémon Drago. È stata allieva di Aristide e sogna di diventare un Maestro Drago. Appare per la prima volta nel corso dell'episodio All'ombra di Zekrom! (In The Shadow of Zekrom!). In Entrino Iris e Axew! (Enter Iris and Axew!) decide di accompagnare Ash nel suo viaggio attraverso la regione di Unima. È doppiata da Aoi Yūki e in italiano da Francesca Bielli.

### Spighetto
Spighetto (デント?, Dento) è uno dei capipalestra di Levantopoli insieme con i suoi fratelli Chicco e Maisello. Dopo la loro sconfitta da parte di Ash, Spighetto decide di accompagnare l'allenatore e Iris nel loro viaggio attraverso la regione di Unima, prendendo il posto di Brock come cuoco del gruppo. È inoltre un intenditore di Pokémon (ポケモンソムリエ?, Pokemon somurie) di categoria A, in grado di determinare la compatibilità tra Pokémon e allenatori. È doppiato da Mamoru Miyano e in italiano da Davide Albano, Dario Sansalone (stagione 25).

### Serena
Serena (セレナ?) è un'aspirante performer Pokémon che accompagna Ash Ketchum, attraverso la regione di Kalos all'inizio della serie Serena è una Allenatrice alle prime armi. È una ragazza bella e alla moda che ha già incontrato Ash quando erano più giovani durante il campeggio estivo del Professo Oak durante il quale si sbuccio il ginocchio è venne aiutata da Ash da cui Serena si prenderà un bella cotta. È la figlia di una famosa Corridora di Formula Rhyhorn, Primula, ma, non volendo seguire le orme della madre, si mette in viaggio, e scopre che il suo sogno è quello diventare una Performer Pokémon, grazie all'aiuto e al sostegno sia di Ash e co, Serena diventerà una Perfomer di grande talento, al termine della stagione XYZ decide di separasi dal gruppo per viaggiare nella regione di Honen per migliorare le sue tecniche. Prima di salutarsi confesserà il suo amore per Ash dandoli un bacio sulle labbra, ritorna in Esplorazioni Pokemon dove viene rivelato che è diventata una Performer di successo. È doppiata da Mayuki Makiguchi e in italiano da Deborah Morese. Su di lei è basato il personaggio di Y nel manga Pokémon Adventures.

### Lem
Lem (シトロン?, Shitoron) è un giovane inventore e il capopalestra di Luminopoli, specializzato in Pokémon di tipo Elettro e conferisce la Medaglia Voltaggio. Insieme alla sorella minore Clem, decide di accompagnare Ash Ketchum nel suo viaggio attraverso la regione di Kalos, nascondendogli inizialmente il fatto di essere un capopalestra. Quando la verità viene a galla, Lem lascia temporaneamente il gruppo per allenarsi in vista dello scontro con Ash, dal quale viene poi sconfitto. È doppiato da Yūki Kaji e in italiano da Simone Lupinacci.

### Clem
Clem (ユリーカ?, Eureka) è la sorella minore di Lem. Appare per la prima volta nel corso dell'episodio Kalos, dove iniziano i sogni e le avventure! (Kalos, Where Dreams and Adventures Begin!), in cui insieme al fratello conosce Ash Ketchum, appena giunto a Kalos dalla regione di Kanto. Clem e Lem decidono di viaggiare con Ash nella regione di Kalos, inoltre anche Serena si unirà al gruppo. Clem ambisce a diventare un'allenatrice, è una bambina vivace che ama i Pokémon. Durante il viaggio, incontrano un Pokémon sconosciuto, Clem decide di portarlo con sé chiamandolo Mollicino; alla conclusione della Lega Pokémon di Kalos a Luminopoli, il Team Flare mette in pericolo la città e si scopre che Mollicino è la Forma Nucleo di Zygarde, di cui il Team Flare prende il controllo. Clem riesce però a far rinsavire il Pokémon, il quale si scaglia contro Elisio, il leader del Team Flare. È doppiata da Mika Kanai e in italiano da Valentina Pallavicino.

### Lylia
Lylia (リーリエ?, Lilie) è una degli studenti della Scuola Pokémon dell'isola Mele Mele e una compagna di classe di Ash e sorella di Iridio. Appare per la prima volta nell'episodio Alola a una nuova avventura! (Alola to New Adventure!). È presentata come una ragazza gentile e di buon cuore che si preoccupa del benessere delle altre persone. Ha paura a interagire fisicamente con i Pokémon a causa di un'esperienza traumatizzante avvenuta durante l'aggressione di Nihilego, che però supererà grazie all'uovo pokémon, da cui nasce un Vulpix (forma di Alola), soprannominato Bianchino. È doppiata da Kei Shindō e in italiano da Giulia Maniglio.

### Ibis
Ibis (マオ Mao?) è una degli studenti della Scuola Pokémon dell'isola Mele Mele e una compagna di classe di Ash. Compare per la prima volta nell'episodio Alola a una nuova avventura! (Alola to New Adventure!). È specializzata in Pokémon di tipo erba. È doppiata da Reina Ueda e in italiano da Sabrina Bonfitto.

### Suiren
Suiren (スイレン?) è una degli studenti della Scuola Pokémon dell'isola Mele Mele e una compagna di classe di Ash. Compare per la prima volta nell'episodio Alola a una nuova avventura! (Alola to New Adventure!) È specializzata in Pokémon di tipo Acqua. È doppiata da Hitomi Kikuchi e in italiano da Stefania Rusconi.

### Kawe
Kawe (カキ?, Kaki) è uno degli studenti della Scuola Pokémon dell'isola Mele Mele e compagno di classe di Ash. Compare per la prima volta nell'episodio Alola a una nuova avventura! (Alola to New Adventure!) È specializzato in Pokémon di tipo fuoco, e ha una grande passione per la danza. Suo nonno era il Kahuna dell'isola Akala e da lui ha ereditato il cerchio Z e il pirium Z. È doppiato da Kaito Ishikawa e in italiano da Alessandro Capra (dalla stagione 20 alla 22 e nella stagione 25), Renato Novara (stagione 23).

### Chrys
Chrys (マーマネ?, Māmane) è uno degli studenti della Scuola Pokémon dell'isola Mele Mele e compagno di classe di Ash. Compare per la prima volta nell'episodio Alola a una nuova avventura! (Alola to New Adventure!), ed è specializzato in Pokémon di tipo elettro. Ha una grande passione per la meccanica. È doppiato da Fumiko Takekuma e in italiano da Patrizia Mottola.

### Goh
Goh (ゴウ?, Gō) è un ragazzo di Aranciopoli di 10 anni che vuole catturare come primo Pokémon Mew. Diventa compagno di Ash nelle sue avventure in Pokémon esplorazioni e incomincia a partecipare al Progetto Mew. È doppiato da Daiki Yamashita e in italiano da Richard Benitez.

### Chloe Cerasa
Chloe Cerasa (サクラギ・コハル?, Koharu Sakuragi) è una ragazza di 10 anni a cui inizialmente non piacciono molto i Pokémon ed è figlia del professor Cerasa e amica d'infanzia di Goh. È un personaggio ricorrente in Pokémon esplorazioni, in cui accompagna spesso Ash e Goh nelle loro ricerche. È doppiata da Kana Hanazawa e in italiano da Valentina Framarin.

### Liko
Liko (リコ?) è la protagonista di Pokémon (2023). È una ragazza di Dosilla, nella regione di Paldea che frequenta la Indico Academy nella regione di Kanto, è anche membro dei Locomonauti.
Ha ricevuto come suo Pokémon iniziale un esemplare di Sprigatito nell'episodio Tutto inizia da un pendente: prima parte; nel corso della serie è riuscita a catturare nell' episodio L'Hatenna solitario un esemplare di Hatenna. Si prende cura di Terapagos. È doppiata in originale da Minori Suzuki e in italiano da Giada Bonanomi.

### Roy
Roy (ロイ?) è il protagonista maschile di Pokémon (2023). È un membro dei Locomonauti originario di un'isola non identificata nella regione di Kanto che viveva con suo nonno. Possiede un esemplare di Fuecoco, catturato nell'episodio La Poké Ball antica e di Wattrel, catturato nell' episodio Vola! Wattrel!!. È doppiato in originale da Yuka Terasaki e in italiano da Elisa Giorgio.

### Dot
Dot (ドット?) è una dei protagonisti di Pokémon (2023), è un'abile hacker, membro dei Locomonauti. Online è una famosa streamer in costume chiamata Nidotina (ぐるみん?, Gurumin). È nipote di Murdock. Possiede un esemplare di Quaxly, catturato nell'episodio Finché sono con Quaxly. È doppiata in originale da Yoshino Aoyama e in italiano da Emanuela Cardani.

### Friede
Friede (フリード,?) è uno dei protagonisti di Pokémon (2023). È un giovane e misterioso professore della regione di Kanto e fondatore dei Locomonauti. Possiede un esemplare di Pikachu, che indossa un berretto da capitano soprannominato Capitan Pikachu; e un Charizard. In originale è doppiato da Taku Yashiro e in italiano da Ezio Vivolo.

### Oria
Oria è una meccanica e membro dei Locomonauti. Possiede un Metagross e un Elekid. È doppiata in originale da Ayane Sakura e in italiano da Jolanda Granato.

### Landon
Landon (ランドウ?) è un pescatore membro dei Locomonauti. Possiede un Quagsire. È doppiato in originale da Ikkyū Juku e in italiano da Marco Balzarotti.

### Mollie
Membro dei Locomonauti e medico di bordo sia per Pokémon che per umani. Doppiata in originale da Kei Shindō e in italiano da Ludovica De Caro.

### Murdock
Murdock (マードック?) è il cuoco dei Locomonauti e zio di Dot. Possiede un Alcremie e un Rockruff. In originale è doppiato da Kenta Miyake e in italiano da Alessandro D'Errico.

## Rivali

### Gary Oak
Gary Oak (オーキドシゲル?, Shigeru Ōkido) è il nipote del Professor Oak, coetaneo e rivale del protagonista Ash Ketchum. È basato su Blu in Pokémon Rosso e Blu, Pokémon Giallo, Pokémon Oro e Argento e Pokémon Rosso Fuoco e Verde Foglia. Gary e Ash sono stati compagni di gioco e vicini fin da bambini e hanno in comune la passione per i Pokémon. Come Ash, Gary si mette in viaggio per accedere alla Lega Pokémon di Kanto e raccoglie in totale dieci medaglie. Inizialmente si comporta in modo arrogante, si fa accompagnare da uno stuolo di cheerleader e non perde occasione per sminuire Ash. Tuttavia, dopo la sua sconfitta alla Lega di Kanto per mano di Melissa e soprattutto dopo essere stato battuto da Ash nei quarti di finale della Lega di Johto, il suo atteggiamento si fa più aperto e modesto e il suo rapporto con Ash più amichevole. Gary decide quindi di abbandonare la sua carriera da allenatore per diventare uno scienziato di Pokémon. Durante il viaggio di Ash a Sinnoh, Gary collabora temporaneamente con lui per dare la caccia alla cacciatrice di Pokémon J. È doppiato in giapponese da Yūko Kobayashi e in italiano da Nicola Bartolini Carrassi (stagione 1 ep.1), Paolo Sesana (dalla stagione 1 alla 10), Massimo Di Benedetto (dalla stagione 11 in poi e ridoppiaggio stagioni 1-3), Renato Novara (stagione 9 ep. 47), Alessandro Rigotti (Pokémon Chronicles).

### Richie
Richie (ヒロシ?, Hiroshi) è allenatore di Pokémon nell'anime, nel videogioco Pokémon Puzzle League, dove è chiamato Ritchie, e nel manga Dengeki! Pikachu. Ash e Richie s'incontrano durante la Lega Pokémon di Kanto in Chi trova un amico trova un tesoro (A Friend In Deed). I due si affrontano nel corso degli ottavi di finale della competizione, in cui riesce a spuntarla Richie solamente a causa della testardaggine del Charizard di Ash. Viene successivamente sconfitto ai quarti di finale da un'allenatrice di nome Assunta. Appare nuovamente nella regione di Johto nella puntata Il Pokémon misterioso (The Mystery is History!), dove aiuta Ash, Brock e Misty a sconfiggere gli agenti del Team Rocket Butch e Cassidy e il Dr. Namba e liberare Lugia. È inoltre presente in alcuni episodi di Pokémon Chronicles durante il quale prosegue il suo viaggio e incontra Moltres. È doppiato da Minami Takayama e in italiano da Patrizia Mottola e Felice Invernici (Pokémon Chronicles).

### Harrison
Harrison (ハヅキ?, Hazuki) è un allenatore proveniente da Hoenn che partecipa alla Lega di Johto. Compare per la prima volta nel corso dell'episodio La fiaccola (Pop Goes The Sneasel!) dove aiuta Ash, Brock e Misty a recuperare la torcia della Lega Pokémon di Johto da uno Sneasel. Nelle puntate successive partecipa alla competizione e ai quarti di finale combatte proprio contro Ash Ketchum, sconfiggendolo. Successivamente non supera le semifinali, venendo battuto dall'allenatore John Dickson. Parlando con Ash del Professor Birch e di Pokémon che popolano Hoenn, convince Ash a proseguire il suo viaggio verso Hoenn. Decide quindi nella puntata Il torneo della vittoria (quarta parte) (Johto Photo Finish) di dirigersi insieme con Gary Oak nella regione di Kanto per partecipare alla Lega Pokémon della regione. È doppiato da Katsumi Toriumi e Diego Sabre.

### Drew
Drew (シュウ?, Shū) è un coordinatore Pokémon. È il principale rivale di Vera. Negli incontri effettuati con la ragazza ha ottenuto tre vittorie e collezionato una sola sconfitta. È stato sconfitto in finale dalla coordinatrice Solidad nel corso della sua prima gara. Considera inoltre Harley suo rivale, sebbene non l'abbia mai affrontato ufficialmente. Ha ottenuto cinque fiocchi sia a Hoenn sia a Kanto e anche buoni risultati nei Grand Festival: a Hoenn, dopo aver sconfitto Vera ai quarti di finale, è stato eliminato in finale da un coordinatore di nome Robert, mentre nella regione di Kanto incontra Vera ai quarti di finale e viene sconfitto. Successivamente parte per Johto per continuare la sua carriera di coordinatore. È doppiato da Mitsuki Saiga e in italiano da Massimo Di Benedetto.

### Harley
Harley (ハーリー?, Hārī) è un coordinatore di Pokémon originario di Porto Selcepoli e rivale di Vera. Negli incontri effettuati tra i due ha ottenuto solamente una vittoria, collezionando quattro sconfitte. Considera avversari anche i coordinatori Drew e Solidad, sebbene non si sia mai scontrato ufficialmente con nessuno dei due. Ha conquistato cinque fiocchi a Hoenn e Kanto e ha sempre ottenuto buoni risultati nei Grand Festival a cui ha partecipato: a Hoenn è stato eliminato ai sedicesimi di finale da Vera, a Kanto è stato sconfitto agli ottavi di finale sempre dalla sua rivale. Successivamente parte per Johto per continuare la sua carriera di coordinatore. È doppiato da Jun'ichi Kanemaru, e in italiano da Lorenzo Scattorin (nell'episodio Il falso amico) e Luca Sandri.

### Morrison
Morrison (マサムネ?, Masamune) è un allenatore che appare per la prima volta nel corso dell'episodio Rivali alla follia (Less is Morrison) in cui afferma di possedere sette medaglie conquistate nella regione di Hoenn e dimostra un carattere molto simile a quello di Ash, ragione per cui i due entrano frequentemente in competizione. Successivamente, dopo aver ottenuto la sua ottava medaglia, ricompare in Un amico ritrovato (Saved by the Beldum!) come partecipante alla Lega Pokémon di Hoenn dove riesce a battere gli allenatori Jump e Gavin e agli ottavi di finale incontra Ash: inizialmente Morrison rifiuta di combattere lealmente considerando Ash suo amico, tuttavia il ragazzo riesce a convincerlo a scontrarsi seriamente contro di lui. Determinato a vincere, ha inizio una vera battaglia tra i due che si conclude con la sconfitta di Morrison. È doppiato da Masako Nozawa e in italiano da Patrizio Prata (1ª voce) e Diego Sabre (2ª voce).

### Tyson
Tyson (テツヤ?, Tetsuya) è un allenatore che appare per la prima volta nel corso dell'episodio Arrivo a Iridopoli (Like a Meowth to Flame!) dove aiuta Ash, Brock, Vera e Max a liberarsi di uno stormo di Murkrow. Subito dopo porta la fiaccola della Lega di Hoenn in qualità di tedoforo e, più tardi, aiuta a recuperarla in quanto rubata dal Team Rocket. Nelle puntate successive partecipa alla competizione, sconfiggendo vari allenatori tra cui Vivica e Johnny e nei quarti di finale si scontra con Ash, uscendone vittorioso solo all'ultimo. Dopo questa vittoria riesce a vincere anche gli altri incontri vincendo il torneo della Lega e ottenendo il diritto di sfidare i Superquattro di Hoenn. È doppiato da Kenji Nojima e Alessandro Rigotti.

### Solidad
Solidad (サオリ?, Saori) è una coordinatrice di Pokémon proveniente da Plumbeopoli e rivale di Vera. Compare per la prima volta durante il Grand Festival di Kanto dove mostra di possedere cinque fiocchi di Kanto e di conoscere Brock sin da quando era capopalestra. È anche una vecchia amica di Harley e Drew, infatti adora il primo e ha sconfitto nella sua prima gara il secondo. Durante il Grand Festival sconfigge in semifinale Vera e riesce a conquistare la vittoria finale. Successivamente parte per Johto per continuare la sua carriera di coordinatrice. È doppiata da Rie Tanaka e in italiano da Loretta Di Pisa.

### Kenny
Kenny (ケンゴ?, Kengo) è un coordinatore proveniente da Duefoglie e un amico d'infanzia e rivale di Lucinda e Leona. Durante le gare a cui ha partecipato è riuscito a ottenere una vittoria e una sconfitta contro Lucinda, ma è anche stato sconfitto da Jessie in finale nel corso di una Gara Pokémon, e nella sua prima gara ha perso contro Zoey sempre in finale. Ha anche combattuto due amichevoli contro Ash mai terminati. Partecipa al Grand Festival di Sinnoh dove non riesce a superare neanche la gara di performance, e per questo successivamente deciderà di prendere lezioni dalla capopalestra Jasmine. Durante questo periodo, sconfigge anche Ash in una battaglia dove, se Kenny avesse vinto, Lucinda lo avrebbe seguito nel suo viaggio. Nonostante la vittoria Lucinda decide di seguire Ash per tifare per lui alla Lega Pokémon di Sinnoh, e successivamente di tornare a casa in attesa di proseguire il suo viaggio. Alla fine i due si salutano promettendo di rincontrarsi in futuro. È doppiato da Yūko Mita e in italiano da Federico Zanandrea.

### Paul
Paul (シンジ?, Shinji) è un allenatore di Pokémon originario di Sinnoh. Ha una grande esperienza avendo viaggiato attraverso le regioni di Kanto, Johto, Hoenn e Sinnoh. Qui incontra e instaura una rivalità con Ash. Paul ha un carattere taciturno e serio, e ritiene che i Pokémon vadano valutati solamente per la loro abilità in battaglia e che instaurare con loro dei legami ne diminuisca le potenzialità. Il suo rigido metodo di addestramento e senso di competizione gli derivano dal suo risentimento nei confronti del fratello maggiore Reggie, il quale era un allenatore di Pokémon di successo prima di perdere una sfida contro Baldo e ritirarsi a fare l'allevatore. Appare per la prima volta nell'episodio Alla ricerca di Pikachu (When Pokémon Worlds Collide!), in cui affronta per la prima volta Ash. La sua rivalità con Ash si esprime più volte nel corso della serie. Paul riesce a sconfiggerlo quattro volte e viene battuto tre volte, di cui una durante una gara di PokéRinger. I due ragazzi pareggiano due volte e lottano insieme nel torneo doppio di Cuoripoli, sconfiggendo in finale Lucinda e Conway. Nel corso della Lega di Sinnoh, Paul riesce a battere Barry durante gli ottavi di finale della competizione ma viene eliminato ai quarti di finale da Ash. Dopo questa sconfitta decide di partire alla volta di Nevepoli per prendersi la rivincita contro Baldo. La sua ultima lotta contro Ash ha visto quest'ultimo come vincitore, lo scopo di Paul è stato quello di allenarlo in vista dei quarti di finale del Campionato del Mondo di Pokémon che vede Ash tra i partecipanti. È doppiato da Kiyotaka Furushima e in italiano da Massimo Di Benedetto (stagione 10), Maurizio Merluzzo (dalla stagione 11 alla 13), Marco Benedetti (stagione 25).

### Nando
Nando (ナオシ?, Naoshi) è un allenatore che appare per la prima volta nel corso dell'episodio Il nuovo mondo di Lucinda (Dawn of a New Era!), in cui sconfigge in battaglia Lucinda e subito dopo l'infermiera Joy svela al gruppo che il ragazzo è indeciso se diventare un allenatore o un coordinatore, proprio per questo Ash Ketchum e Lucinda decidono di aiutarlo nella sua scelta. Ash lo sfida a combattimento e ne esce vincitore, ma dopo questa battaglia Nando decide di diventare sia un allenatore sia un coordinatore. Nell'episodio Il furto della sfera (A Secret Sphere of Influence!) visita il museo di Evopoli dopo aver sconfitto Gardenia e viene ingiustamente accusato del furto della Adamasfera. Grazie alle sue medaglie partecipa alla Lega Pokémon di Sinnoh dall'episodio Una vecchia miscela di famiglia! (An Old Family Blend!), ma viene eliminato dalla competizione da Ash. È doppiato da Kazuya Nakai e in italiano da Lorenzo Scattorin.

### Conway
Conway (コウヘイ?, Kōhei) è un esperto nelle debolezze di tipo dei Pokémon. Appare per la prima volta nel corso di Il torneo di doppi incontri (Tag! We're It...!), in cui partecipa al torneo doppio di Cuoripoli in coppia con Lucinda. Insieme accedono alla finale, dove vengono sconfitti da Ash e da Paul. È nuovamente presente negli episodi da L'accademia Pokémon estiva! (Camping It Up!) a La gara finale! Il triathlon dei Pokémon! (One Team, Two Team, Red Team, Blue Team), in cui partecipa all'accademia Pokémon estiva gestita dal Professor Rowan e sconfigge in battaglia Jessie. Accede alle Lega Pokémon di Sinnoh e in Una vecchia miscela di famiglia! (An Old Family Blend!) viene sconfitto da Ash durante gli ottavi di finale della competizione. È doppiato da Kōzō Mito e in italiano da Federico Zanandrea (stagione 10), Renato Novara (stagione 11-12) e Davide Albano (stagione 13).

### Zoey
Zoey (ノゾミ?, Nozomi) è una coordinatrice proveniente da Nevepoli e grande amica della capopalestra locale Bianca. È la principale rivale di Lucinda. Considera suo rivale anche il coordinatore Nando e non va per niente d'accordo con Paul. Partecipa a diverse gare Pokémon a Sinnoh, ottenendo buoni risultati: nella prima gara sconfigge in finale Kenny e nella seconda vince battendo in ordine Ash, Lucinda e Jessie. Nella gara di Cuoripoli perde in finale contro Nando e durante la Coppa Adriano viene eliminata in semifinale da Vera. Perde anche in un incontro amichevole contro Fannie, combatte due amichevoli contro Lucinda ed è lei a convincere Ash e Lucinda a scambiarsi Aipom e Buizel. Durante il Grand Festival di Sinnoh, riesce a ottenere la vittoria finale sconfiggendo in semifinale Nando e in finale Lucinda. È doppiata da Risa Hayamizu e in italiano da Cinzia Massironi (stagione 10) e Loretta Di Pisa (dalla stagione 11).

### Ursula
Ursula (ウララ?, Urara) è una coordinatrice rivale di Lucinda. Durante la sua prima apparizione in Gabite mangia la polvere!, Ursula rivela di aver partecipato alla Coppa Adriano ma di non aver passato neanche la gara di performance, per questo prova invidia verso Lucinda che ha vinto la competizione. Nella stessa puntata Ursula viene sconfitta da Lucinda in finale dopo aver battuto in semifinale Jessie. Ursula si ripresenta come partecipante al Grand Festival di Sinnoh, ma viene eliminata nei sedicesimi di finale da Lucinda. Dopo questa sconfitta decide di continuare gli allenamenti per poter un giorno battere la sua rivale. È doppiata da Ayako Kawasumi e Gea Riva.

### Diapo
Diapo (シューティー?, Shooty) è un allenatore di Unima con la passione per la fotografia. Appare per la prima volta nel corso dell'episodio All'ombra di Zekrom! (In The Shadow of Zekrom!), dove incontra Ash Ketchum che è appena arrivato nella regione. Diapo affronta più volte Ash nel corso della serie Pokémon Nero e Bianco. Nella prima occasione sconfigge il Pikachu del ragazzo utilizzando il suo Snivy. Successivamente affronta l'intero team di Ash, ottenendo una vittoria e un pareggio. Diapo partecipa a tornei Pokémon tra cui il Torneo del Club di Lotta e il Torneo Donamite. In entrambe le competizioni viene sconfitto al primo turno rispettivamente da Spighetto e da Belle. Il suo sogno è quello di affrontare il Campione della regione, Nardo. Per questo motivo partecipa al torneo Coppa Junior che mette in palio un incontro ufficiale con il membro della Lega Pokémon di Unima. Nonostante Diapo riesca a primeggiare nel torneo sconfiggendo tutti gli avversari, nell'incontro contro Nardo la vittoria viene ottenuta da quest'ultimo. Successivamente, Diapo accede alla Lega di Unima, in cui viene eliminato da Ash. È doppiato da Akeno Watanabe e in italiano da Massimo Di Benedetto.

### Burgundy
Burgundy (カベルネ?, Cabernet) è un'intenditrice Pokémon di Unima. Ha un conto aperto con Spighetto da quando il capopalestra la sconfisse e le fornì delle cattive valutazioni. Burgundy è una ragazza arrogante e infantile e le sue valutazioni, diversamente da quelle di Spighetto, sono spesso severe e poco obiettive. Ha modo di affrontare un'altra volta Spighetto, che la batte per la seconda volta. Burgundy prende parte a diversi tornei Pokémon come il Torneo del Club di Lotta, in cui viene battuta da Ash, e il Torneo Donamite, in cui viene eliminata al primo turno da Iris. Partecipa anche al Torneo Coppa Junior venendo eliminata ancora una volta al primo turno da Diapo. È doppiata da Ikumi Hayama.

### Georgia
Georgia (ラングレー?, Langley) è un'allenatrice che appare per la prima volta nell'episodio Iris ed Excadrill contro l'annientadraghi! (Iris and Excadrill Against the Dragon Buster!), dove affronta Iris in una sfida Pokémon riuscendo a batterla, poi però, sempre nello stesso episodio, le due allenatrici si affrontano una seconda volta finendo col pareggiare. La rivalità nei confronti di Iris è dovuta al fatto che Georgia ha come obiettivo sconfiggere i Maestri Drago e si autodefinisce per questo un'annientadraghi. L'origine di questo astio risale a quando Georgia, in passato, venne sconfitta di un Maestro Drago che come Iris veniva dal Villaggio dei Draghi. È una ragazza arrogante e non prende la sconfitta con sportività. Compete in diversi tornei Pokémon come il Torneo del Club di Lotta dove affronta Ash, quest'ultimo riuscirà a batterla; partecipa anche al Torneo Donamite venendo sconfitta da Belle. Prende parte al Torneo Coppa Junior venendo però eliminata al primo turno da Iris. È doppiata da Misato Fukuen e in italiano da Gea Riva.

### Stephan
Stephan (ケニヤン?, Kenyan) è un allenatore che appare per la prima volta in La conchiglia perduta di Oshawott! (Oshawott's Lost Scalchop!) dove lui e Ash Ketchum si affrontano in un incontro di Pokémon che però viene interrotto; poi, sempre nello stesso episodio i due si affrontano un'altra volta e Ash lo sconfigge. Stephan condivide con Ash una grande passione per le sfide Pokémon, tra lui e Ash c'è un rapporto di amicizia e rivalità. Stephan compete in diversi tornei Pokémon come il Torneo del Club di Lotta dove affronta Belle sconfiggendola, però viene battuto da Iris; prende parte anche al Torneo Donamite dove combatte contro Belle per la seconda volta sconfiggendola nuovamente, inoltre riesce a battere anche Spighetto, infine si aggiudica il torneo diventando campione. Partecipa alla Lega Pokémon di Unima, riuscendo a qualificarsi per gli ottavi di finale dove viene sconfitto da Ash. È doppiato da Tomohiro Waki e Luca Bottale.

### Cameron
Cameron (コテツ?, Kotetsu) è un allenatore di Unima comparso per la prima volta nel corso dell'episodio Addio, Torneo Junior… Ben tornata avventura! (Goodbye, Junior Cup - Hello Adventure!). È un ragazzo molto vivace e competitivo che ambisce a partecipare alla Lega Pokémon della regione. Diventa un amico e rivale di Ash Ketchum, accompagnando lui, Iris e Spighetto brevemente nel loro viaggio verso Grecalopoli. Qui Cameron affronta il capopalestra Ciprian, riuscendo a batterlo. Partecipa poi alla Lega di Unima, in cui sconfigge Belle e Ash. Viene eliminato in semifinale da Virgil. È doppiato da Kōki Uchiyama e Stefano Pozzi.

### Virgil
Virgil (バージル?, Virgil) è un allenatore e un ranger che si occupa si soccorrere Pokémon. Appare per la prima volta nel corso dell'episodio Il Team Eevee e la Squadra di Soccorso Pokémon! (Team Eevee and the Pokémon Rescue Squad!), dove conosce Ash Ketchum, Iris e Spighetto. Virgil ambisce ad avere al suo seguito tutte le evoluzioni di Eevee, l'unica che non è in suo possesso è Sylveon. Partecipa alla Lega Pokémon di Unima, in cui sconfigge Ultimo, Flora e Russet, Cameron e in finale Dino, diventando così Campione. È il protagonista dell'episodio speciale Mewtwo - Preludio al risveglio (Mewtwo, Prologue to Awakening), prologo del lungometraggio Il film Pokémon - Genesect e il risveglio della leggenda, dove incontra Mewtwo. È doppiato da Yūki Kaji e in italiano da Andrea Oldani.

### Sandro
Sandro (ショータ?, Shōta) è un allenatore proveniente da Hoenn. Ha l'abitudine di annotare sul suo blocco per gli appunti tutte le sue osservazioni sugli incontri da lui disputati o anche solo quelli a cui assiste, per tratte spunto su come migliorare la sua tattica di lotta per le sfide future. Viaggia nella regione di Kalos per partecipare alla Lega Pokémon. Lui e Ash Ketchum diventano amici e rivali. Prima di gareggiare alla Lega lui e Ash hanno avuto modo di sfidarsi tre volte, le prime due è stato Ash ad aggiudicarsi la vittoria, mentre la terza lotta ha visto Sandro come vincitore. Sandro, dopo aver battuto Tierno, si qualifica per la semifinale dove affronta e viene sconfitto da Ash. In seguito viaggia insieme con Rocco Petri in veste di suo assistente, dopo aver salutato Ash esprimendo il suo desiderio di volerlo affrontare ancora in futuro. È doppiato da Ikue Ōtani e in italiano da Stefano Pozzi (stagione 18) e Patrizia Mottola.

### Alan
Alan (アラン?, Alan) è il principale rivale di Ash Ketchum in Pokémon XY e il protagonista della arco speciale della megaevoluzione. Prima di diventare un allenatore di Pokémon, era un ricercatore, assistente del Professor Platan, poi incomincia a viaggiare e dopo aver conosciuto Elisio entra a far parte della sua impresa. Durante il suo viaggio incontra una giovane ragazza di nome Marin, che, anche se con qualche complicazione iniziale, lo accompagna nelle sue avventure. Si batte contro Narciso in una lotta Pokémon che vede Alan come perdente. Alan e Marin fanno una breve tappa nella regione di Hoenn, lì Alan affronta il Campione Rocco Petri, ma il loro scontro viene interrotto da Elisio. Alan e Rocco affrontano insieme i MegaRayquaza, ArcheoKyogre e ArcheoGroudon. Alan si misura pure contro Malva in un incontro di Pokémon ai Laboratori Elisio riuscendo a batterla. Nel suo viaggio nella regione di Kalos incontra Ash, diventano subito amici e rivali. Ansioso di affrontare Ash un'altra volta, Alan decide di partecipare alla Lega Pokémon di Kalos. I due si affrontano in finale, in cui emerge vincitore proprio Alan. La cerimonia viene tuttavia interrotta dal Team Flare, di cui Elisio si rivela essere il leader, che libera il potere di Zygarde sulla regione di Kalos; Elisio confessa ad Alan di averlo solo usato dato che il Team Flare ha sfruttato il potere della megaevoluzione degli scontro tra Alan e i suoi avversari per imbrigliare l'energia necessaria per controllare Zygarde. Alan, arrabbiato e umiliato per essersi fatto manovrare da Elisio, combatte al fianco di Ash contro il nemico. In seguito torna a lavorare come assistente per il professor Platan e intraprende nuovi viaggi insieme a Marin. È doppiato da Kenshō Ono e Marco Benedetti.

### Hau
Hau compare per la prima volta mentre sta allenando il suo Dartrix. Gli attacchi del Pokémon però colpiscono per sbaglio Ash e Pikachu. Hau rimane sorpreso dal fatto che Ash possiede un Cerchio Z e gli chiede se ha affrontato il Kahuna Hala. I due ragazzi poi si sfidano ad un incontro. Hau manda in campo Dartrix, mentre Ash usa Rowlet. Alla fine della lotta, Hau risulta essere il vincitore. Ash chiede una rivincita ma Hau rifiuta dicendo che deve incontrarsi con suo padre, rimandando così l'incontro al giorno successivo. L'indomani, i due ragazzi si sfidano nuovamente e questa volta Rowlet riesce a vincere, usando la Mossa Z Floriscoppio Sfolgorante. Hau partecipa in seguito alla Lega di Alola, dove grazie al suo Raichu forma Alola riesce a superare la Battle Royale preliminare ed avanzare agli ottavi di finale dove, sempre grazie a Raichu, riesce a sconfiggere Samson Oak e il suo Exeggutor forma Alola avanzando così ai quarti di finale. Nei quarti di finale deve vedersela con Ash e il suo Rowlet, ma finisce con l'essere sconfitto ed eliminato dal torneo. Hau è visibilmente dispiaciuto per la sconfitta ma viene confortato dal nonno Hala. Assiste alle lotte di Ash contro Guzman e Iridio e alla premiazione di Ash. Dopo aver dato una mano durante l'attacco dei Guzzlord Hau guarda lo scontro d'esibizione fra Ash e Kukui. Durante i titoli di coda della serie lo si vede combattere contro Augusto nella Grande Prova di Ula Ula.

## Antagonisti

### Jessie e James
Jessie e James sono membri del Team Rocket. Vogliono catturare il Pikachu di Ash, ma falliscono sempre. Sono accompagnati da Meowth in grado di parlare.

### J
J è una cacciatrice di Pokémon, ingaggiata da nobili e criminali per catturare determinate creature grazie alle sue macchine. Gary Oak si reca a Sinnoh proprio per darle la caccia e catturarla. La sua prima apparizione è in La cacciatrice di Pokémon (Mutiny in the Bounty) dove cattura tra gli altri il Pikachu di Ash e il Meowth del Team Rocket; alla fine i Pokémon vengono liberati a causa dell'intervento dei proprietari e J si allontana. Ricompare in Caccia allo Shieldon (Ill-Will Hunting!) dove viene pagata per catturare uno Shieldon, ma la missione fallisce a causa di Ash, Brock, Lucinda e Gary che la costringono ad andarsene. La sua successiva apparizione è nella puntata speciale Pokémon Ranger e il rapimento di Riolu! dove un ricco nobile la paga per catturare il piccolo Riolu di un anziano. Nonostante l'interferenza di Ash e di un Pokémon Ranger, riesce nella missione e, dopo averlo consegnato al suo cliente, se ne va: il Pokémon viene successivamente liberato. In I pilastri dell'amicizia! (Pillars of Friendship) viene pagata per catturare al Tempio di Nevepoli il Pokémon leggendario Regigigas: nonostante le interferenze del gruppo e di Baldo, sta per catturarlo, quando il cliente annulla la richiesta e J si allontana. Le sue ultime apparizioni sono in La catena degli eventi si scioglie! (Unlocking the Red Chain of Events!) e La necessità dei tre! (The Needs of Three!) dove viene pagata dal Team Galassia per catturare i loro ultimi obiettivi: Azelf, Uxie e Mesprit. Riesce a catturare il primo, ma gli altri due, prima di essere a loro volta catturati, utilizzano l'attacco Divinazione; esso funzionerà qualche momento dopo e colpirà in pieno la nave di J e dei suoi scagnozzi facendola precipitare dentro il Lago Valore. È doppiata da Takako Honda e in italiano da Daniela Fava.

## Lega di Orange
La Lega di Orange (オレンジリーグ?) è un torneo presente esclusivamente nell'anime. È presieduto da quattro capipalestra, Cissy, Danny, Rudy e Luana, e dal Campione Drake.

### Cissy
Cissy (アツミ?, Atsumi) appare per la prima volta nel corso dell'episodio Una nuova medaglia (Fit to be Tide). Sfida Ash prima in una gara di tiro al bersaglio e successivamente in una corsa sull'acqua. È doppiata da Miki Nagasawa ed Elisabetta Spinelli.

### Danny
Danny (ダン?, Dan) appare per la prima volta nel corso dell'episodio Una prova di coraggio (Navel Maneuvers). Come prima prova sfida Ash a scalare una montagna. Successivamente lo scontro si sposta nella modellazione di una statua di ghiaccio e infine in una gara di bob. È doppiato da Yasunori Matsumoto e Claudio Ridolfo.

### Rudy
Rudy (ジギー?, Ziggy) appare per la prima volta nel corso dell'episodio Lezioni di ballo (Misty Meets Her Match!). La sua sfida è composta in due parti: dopo un tiro al bersaglio si scontra con Ash in una sfida tra Pokémon dello stesso tipo. Alla fine Ash lo batte in due round su tre vincendo la medaglia. È doppiato da Ryō Horikawa e Paolo Torrisi.

### Luana
Luana (ルリコ?, Ririko) appare per la prima volta nel corso dell'episodio Doppio incontro (Pokémon Double Trouble). Sfida Ash in un incontro due contro due. Oltre a essere una capopalestra dirige anche un albergo al cui interno è situata la palestra. È doppiata da Mami Koyama e in italiano da Renata Bertolas.

### Drake
Drake (ユウジ?, Yūji) è il Campione della Lega di Orange. Appare per la prima volta nel corso dell'episodio L'Isola del Drago (Hello Pummelo). Ash lo sconfigge sottraendogli il titolo di Campione. È inoltre presente nel manga Dengeki! Pikachu. È doppiato da Kōji Yusa, Gabriele Calindri e Ruggero Andreozzi (ridoppiaggio).

## Altri personaggi

### Delia Ketchum
Delia Ketchum (ハナコ?, Hanako) è la madre di Ash Ketchum. Vive a Biancavilla, insieme con un Mr. Mime di nome Mimey catturato nel corso dell'episodio Casa dolce casa (It's Mr. Mimie Time). Da giovane, quando sognava di diventare un'allenatrice di Pokémon, è stata studentessa del Professor Oak. È doppiata da Masami Toyoshima e in italiano da Cinzia Massironi (stagioni 1-5 e 12-25, ridoppiaggio parziale stagione 2 e nei film), Daniela Fava (stagioni 8-9, ridoppiaggio parziale stagione 1), Loredana Nicosia (stagione 10) e Marcella Silvestri (Pokémon Chronicles).

### Agente Jenny
L'agente Jenny (ジュンサー?, Junsā) è un personaggio ricorrente dell'anime. Si tratta in realtà di svariati membri della famiglia Jenny, tutte somiglianti fisicamente e attive nelle regioni del mondo dei Pokémon in qualità di agenti di polizia. Le poliziotte indossano tutte la stessa divisa di ordinanza che differisce solamente dal cappello, che presenta un simbolo legato alla località in cui l'agente Jenny opera. Jenny appare anche nel videogioco Pokémon Giallo, basato sull'anime, in cui consegna uno Squirtle al protagonista dopo che egli ha sconfitto il capopalestra Lt. Surge. È doppiata da Chinami Nishimura e in italiano da Marcella Silvestri, Monica Bonetto, Renata Bertolas, Elisabetta Spinelli, Patrizia Scianca e Jolanda Granato (dalla stagione 17).

### Infermiera Joy
L'infermiera Joy (ジョーイ?, Jōi) è un personaggio ricorrente dell'anime. Si tratta in realtà di svariati membri della famiglia Joy, tutte somiglianti fisicamente e attive nelle regioni del mondo dei Pokémon in qualità di infermiere. Sono presenti in qualunque Pokémon Center e il loro scopo è quello di curare i Pokémon degli allenatori. Sebbene le infermiere siano apparentemente identiche e indossino la stessa divisa, composta di camice bianco, camicia rosa e cappello recante una croce, differiscono tuttavia per piccoli particolari. È doppiata in giapponese da Ayako Shiraishi, Yuriko Yamaguchi e Kikuko Inoue e in italiano da Laura Brambilla (st. 1-3; 5-13), Sonia Mazza (st. 4) e da Tiziana Martello (st. 14+).

### Daisy, Lily e Violet
Daisy (サクラ?, Sakura, Marge nel ridoppiaggio italiano parziale della prima stagione), Lily (ボタン?, Botan) e Violet (アヤメ?, Ayame) sono le tre sorelle maggiori di Misty nell'anime e nel manga Dengeki! Pikachu. Sono allenatrici specializzate in Pokémon di tipo Acqua e gestiscono la palestra di Celestopoli insieme con la capopalestra Misty. Le tre ragazze tuttavia preferiscono coltivare la passione per il nuoto sincronizzato, piuttosto che combattere. Grazie ai loro spettacoli, effettuati nella piscina della palestra, hanno ricevuto il soprannome di Sorelle sensazionali (ハナダ水姉妹?, Hanada Water Sisters). Daisy è doppiata in giapponese da Rei Sakuma, mentre in Italia da e Tosawi Piovani (doppiaggio originale) e Ludovica De Caro (ridoppiaggio); Lily da Tomoko Kawakami; e Violet da Yōko Asada e Daniela Fava (doppiaggio originale) e Tania De Domenico (ridoppiaggio).

### Professoressa Ivy
Felina Ivy o Professoressa Ivy (ウチキド博士?, Dr. Uchikido) è una ricercatrice di Pokémon dell'arcipelago Orange. Possiede un grande laboratorio nell'Isola di Valencia, dove conduce le sue ricerche, istruisce i nuovi allenatori della regione e si prende cura dei loro Pokémon. Quando Ash e i suoi compagni giungono alle Isole Orange, la Professoressa Ivy consegna al ragazzo la GS Ball, una Poké Ball strana sia per aspetto sia per caratteristiche, e che Ash consegnerà a sua volta a Franz. Brock decide di rimanere nel laboratorio di Ivy per un po' di tempo, ma dopo che Ash vince la Lega di Orange torna misteriosamente a Biancavilla; in seguito decide di tacere i motivi per cui ha abbandonato la Professoressa Ivy, anche se ogni volta che viene nominata entra in depressione. È doppiata da Keiko Han e Laura Merli.

### Sakura
Sakura (サクラ?, Sakura) è un'allenatrice di Amarantopoli che appare per la prima volta nel corso dell'episodio La cerimonia del tè (Trouble's Brewing), dove ha modo di conoscere Ash, Brock e Misty; ha molto in comune con quest'ultima dato che le sue sorelle maggiori sono allenatrici come lei. Riappare in Non c'è quattro senza cinque (Espeon Not Included!) dove affronta Misty venendo però battuta. Ha modo di riaffrontare Misty in La medaglia blu del coraggio (The Blue Badge of Courage) della serie Pokémon Chronicles, riuscendo a batterla e a vincere la sua medaglia, tra l'altro ha sconfitto vari capipalestra della regione di Johto quali Valerio, Furio e Raffaello. È doppiata da Mariko Kōda e Federica Valenti, Marcella Silvestri (Pokémon Chronicles).

### Casey
Casey (ナナコ?, Nanako) è un'allenatrice di Borgo Foglianova, fervente tifosa della squadra di baseball degli Electabuzz. A causa delle menzogne del Team Rocket sviluppa una rivalità con Ash, che la porta a scontrarsi due volte con lui ma che viene presto risolta. È doppiata da Nina Kumagaya e in italiano da Tosawi Piovani (stagioni 3-4), Federica Valenti (stagione 5), Irene Multari (ridoppiaggio) e Laura Brambilla (Pokémon Chronicles).

### Reggie
Reggie (レイジ?, Reiji) è il fratello maggiore di Paul. È un allevatore di Pokémon e spesso si prende cura dei Pokémon di suo fratello, tra l'altro il carattere di Reggie si contrappone a quello di Paul essendo più socievole e amichevole. Vive a Rupepoli ed è amico della capopalestra Marzia. In passato era un allenatore e ha vinto le stesse medaglie di Ash nelle regioni di Sinnoh, Hoenn, Johto e Kanto partecipando anche alle Leghe Pokémon inoltre nel suo viaggio per Kanto ha preso parte anche al Parco Lotta sconfiggendo Savino, Valentina, Tolomeo, Fortunata, Spartaco e Alberta, l'unico che non riesce a battere è Baldo, sarà la sconfitta contro di lui alla Piramide Lotta a spingerlo ad abbandonare gli incontri di Pokémon. È doppiato da Tetsuya Kakihara e Alessandro Rigotti.

### Hop
Hop è il fratello minore di Dandel. È un ragazzo molto ambizioso che guarda ogni lotta del fratello. Appare alla fine di esplorazioni Pokemon super dove va a guardare il torneo Master. Doppiato da Miyu Irino e in italiano da Andrea Rotolo.